# Alles tanzt nach meiner Pfeife
Alles tanzt nach meiner Pfeife (Originaltitel: L’Homme Orchestre) ist eine französisch-italienische Filmkomödie aus dem Jahr 1970 mit Louis de Funès in der Hauptrolle.
Es ist der vorletzte Film, in dem er mit seinem Sohn Olivier de Funès zusammenarbeitet. Die deutsche Erstaufführung fand am 20. November 1970 statt.

## Handlung
Balduin ist ein vielbeschäftigter Mann. Er arbeitet ebenso als Produzent, Regisseur, Musiker wie auch als Tänzer und Schauspieler. In erster Linie aber ist er Manager der berühmten Tanzgruppe „Evan Evans“. Der tyrannische Balduin überwacht penibel, dass seine Tänzerinnen auf ihre Figur achten und immer fleißig üben. Vor allem achtet er darauf, dass seine Tänzerinnen keinen Kontakt zu Männern aufnehmen können.
Probleme hat Balduin mit seinem Neffen, dem Orchester-Schlagzeuger Philippe. Der feinfühlige junge Mann ist häufig neu verliebt, was seinem Onkel so gar nicht gefällt. Balduin ist entsetzt, als er eines Tages ein Baby in seinem Hotelzimmer vorfindet. Es stellt sich heraus, dass der kleine Junge angeblich das Produkt einer Beziehung seines Neffen mit einer der Tänzerinnen ist. Für Balduin ist klar, dass ein Baby die Disziplin seiner Truppe stören würde. Also versteckt er das vermeintliche Kind seines Neffen. Während Balduin und Philippe versuchen, die Mutter des Kindes aufzuspüren, taucht plötzlich ein zweites Kind auf. Diesmal ist es ein Mädchen, und die Verwirrung ist perfekt.

## Kritiken
Das Lexikon des internationalen Films beschreibt den Film als „[u]nterhaltsame, doch unverbindliche Komödie mit Musik- und Tanznummern“, die „handwerklich solide gemacht“ sei. „Schräges Lustspiel in schrillem Dekor, bisweilen dilettantisch und hanebüchen, auf jeden Fall immer unterhaltsam“, befand TV Spielfilm.
TV Digital meinte schlicht: „Louis schwächelt mal.“ Der Evangelische Film-Beobachter bemerkt lapidar: „Harmlos-lautstarker Ulk der Balduin-Serie. Möglich ab 8 Jahren.“